# Wang Mang
Wang Mang (45 v.Chr. - 6 oktober 23 na Chr.) was van 9 tot 23 keizer van China. Hij was de enige heerser van de door hem gestichte Xin-dynastie. In de traditionele Chinese historiografie werd hij beschouwd als een usurpator. Zijn bestuur werd gezien als een interregnum, dat door talrijke mislukkingen een scherpe breuk vormde met zowel de voorafgaande Westelijke Han-dynastie als de opvolgende Oostelijke Han-dynastie. Dit ongecorrigeerde negatieve beeld klinkt tot op heden door in de historiografie. Die nadruk op de verschillen tussen Wang Mang en de Han-keizers was echter vooral het gevolg van de vooringenomenheid van Ban Gu, de samensteller van de biografie van Wang Mang in juan 99 van Hanshu. Een analyse van de door Wang Mang genomen maatregelen laat zien dat er eerder sprake was van continuïteit dan van een breuk met de Han-dynastie.

## Opkomst van de familie Wang

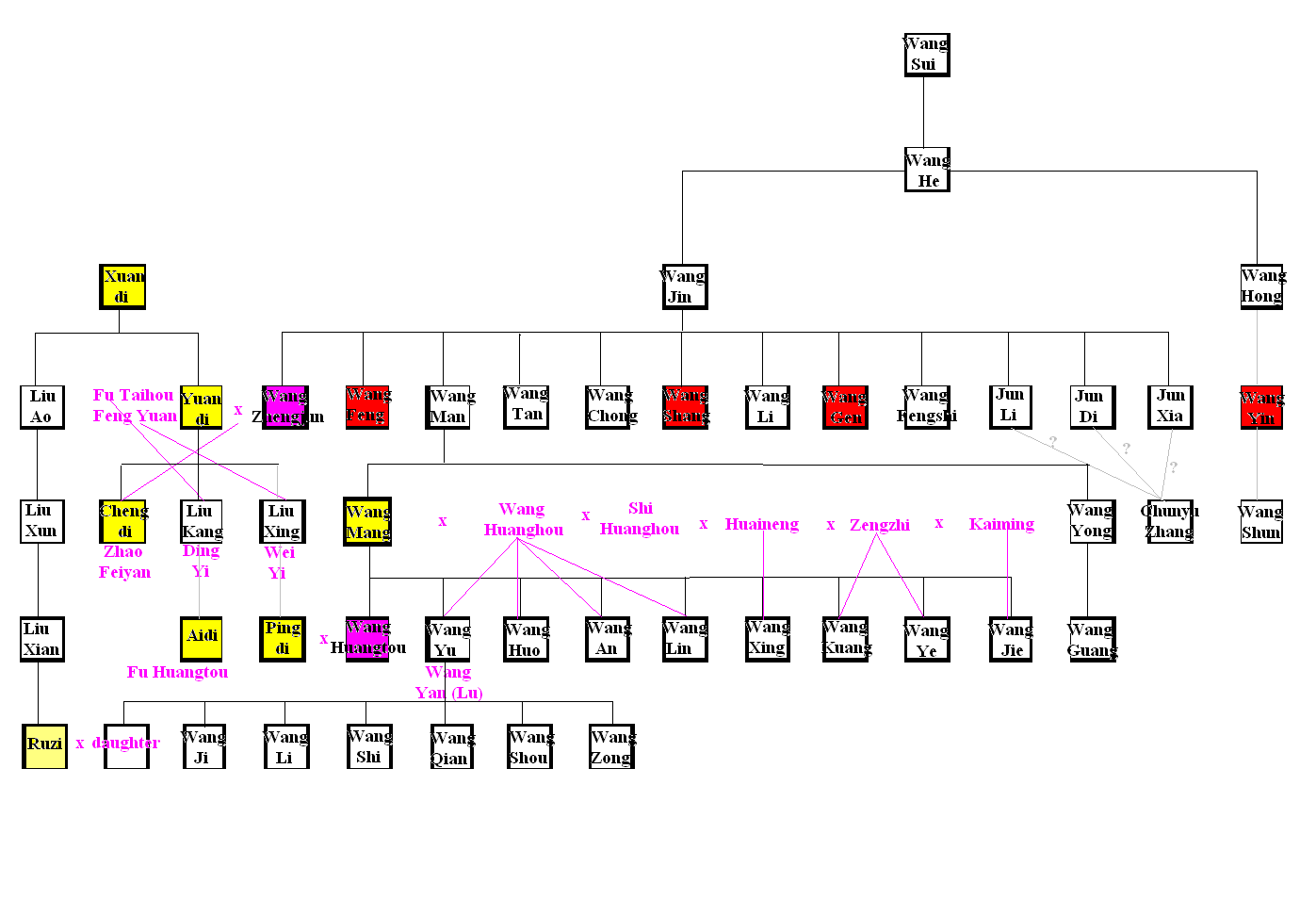
Stamboom van de familie Wang en hun verbindingen met de familie Liu (Han-dynastie). Keizers zijn geel weergegeven, keizerinnen en concubines paars en opperbevelhebbers (Da Sima) rood.

Wang Jin, grootvader van Wang Mang, was een rechter in Chang'an, de hoofdstad. Zijn tweede dochter, Wang Zhengjun werd rond 54 v.Chr. opgenomen in de harem van de latere keizer Yuan (48-33) en kreeg in 51 een zoon, de latere keizer Cheng (33-7 v.Chr). In 48 werd zij keizerin. Haar vader werd vervolgens benoemd tot 'markies van Yangping' (陽平侯, Yangping hou), maar verder kregen haar familieleden geen belangrijke posten toebedeeld. Dat veranderde toen keizer Yuan op 4 augustus 33 werd opgevolgd door zijn zoon Chengdi. Wang Zhengjun kreeg, als moeder van de keizer, de titel 'keizerin-weduwe' (Huang Taihou, 皇太後). Haar oudste (volle) broer, Wang Feng, werd onmiddellijk daarop benoemd tot (titulair) opperbevelhebber (Da Sima, 大司馬) en bevelhebber van het leger (Da Jiangjun, 大將軍). Verder kreeg hij de verantwoordelijkheid voor het keizerlijk secretariaat (shangshu, 尚書). Hij werd daardoor de machtigste functionaris in het rijk. Zijn positie was dan ook vergelijkbaar met die van regent. De andere broers kregen de titel 'markies' (hou, 侯), met de daarbij horende leengoederen.
Keizer Cheng had geen belangstelling voor staatszaken en liet die over aan zijn ooms, leden van de familie Wang. Toen Wang Feng in 22 v.Chr. stierf werd hij als Da Sima opgevolgd door Wang Yin, neef van zowel Wang Feng als van de keizerin-weduwe. Na zijn dood werd hij opgevolgd door twee (half)broers van de keizerin-weduwe, in 16 door Wang Shang en vervolgens in 11 door Wang Gen. Die trad na drie jaar af en op 16 november van het jaar 8 v.Chr. werd Wang Mang benoemd tot Da Sima. Hij was op dat moment (ongeveer) 37 jaar.
|  |           |  |  |  |  |  |  |  |  |  |  |  |  |  |  |  |
|  | Wang Sui  |  |  |  |  |  |  |  |  |  |  |  |  |  |  |  |
|  |           |  |  |  |  |  |  |  |  |  |  |  |  |  |  |  |
|  |           |  |  |  |  |  |  |  |  |  |  |  |  |  |  |  |
|  | Wang He   |  |  |  |  |  |  |  |  |  |  |  |  |  |  |  |
|  |           |  |  |  |  |  |  |  |  |  |  |  |  |  |  |  |
|  |           |  |  |  |  |  |  |  |  |  |  |  |  |  |  |  |
|  | Wang Jin  |  |  |  |  |  |  |  |  |  |  |  |  |  |  |  |
|  |           |  |  |  |  |  |  |  |  |  |  |  |  |  |  |  |
|  |           |  |  |  |  |  |  |  |  |  |  |  |  |  |  |  |
|  | Wang Man  |  |  |  |  |  |  |  |  |  |  |  |  |  |  |  |
|  |           |  |  |  |  |  |  |  |  |  |  |  |  |  |  |  |
|  |           |  |  |  |  |  |  |  |  |  |  |  |  |  |  |  |
|  | Wang Mang |  |  |  |  |  |  |  |  |  |  |  |  |  |  |  |
|  |           |  |  |  |  |  |  |  |  |  |  |  |  |  |  |  |
|  |           |  |  |  |  |  |  |  |  |  |  |  |  |  |  |  |

## Vroege jaren van Wang Mang
Wang Mang was geboren in 45 als tweede zoon van Wang Man (of Wang Wan?) (王曼), een (half)broer van Wang Zhengjun, de keizerin. Hij verloor zijn vader toen hij nog jong was en moet volgens de overlevering een naar confucianistische begrippen deugdzaam leven hebben geleid. Zo studeerde hij met grote ijver. Hij werd onderwezen in de Zuozhuan door Chen Qin (陳欽) en Hu Chang (胡常), in de Veranderingen door Xu Xuan en in de Li jing door Chen Can (陳參). In tegenstelling tot zijn broers had zijn vader geen adellijke titel ontvangen. Wang Mang leidde daarom een zuinig en spaarzaam leven. In zijn contacten met de andere familieleden volgde hij nauwgezet de vereiste gedragsregels. Hij vermeed opzichtige kledij door zich te kleden als een confucianistische geleerde. Hij was zorgzaam voor zijn moeder en voor zijn neef Wang Guang (王光). Tussen 24 en 22 zorgde hij voor zijn oom Wang Feng tijdens diens ziek- en sterfbed en ontving daarvoor van hem een aantal sinecures. Op 12 juni 16 werd hij benoemd tot 'markies van Xindu' (Xindu hou, 新都侯) en toen Wang Gen in 8 v.Chr. aftrad als opperbevelhebber volgde Wang Mang hem op.
Een andere kandidaat voor die functie was Chunyu Zhang (淳于長, ... - 8 v.Chr.), een neef van Wang Mang. Met steun van de keizerin-weduwe wist Wang Mang zijn concurrent uit te schakelen. In 18 v.Chr. was Xu Kua, gemalin van keizer Chen, haar positie als keizerin kwijtgeraakt. Chunyu Zhang werd ervan beschuldigd zich door haar te hebben laten omkopen, om zich daarna in te zetten voor verbetering van haar positie. Hij werd verbannen uit de hoofdstad, verloor na een lastercampagne het vertrouwen van keizer Cheng en stierf in 8 v.Chr. in de gevangenis.
Hoewel beschouwd als confucianistische deugden, beschreef de Hanshu de zorg van Wang Mang voor zijn moeder, zijn totale overgave aan studie, zijn nauwkeurig volgen van de juiste gedragsregels en de verwaarlozing van zijn uiterlijk tijdens de zorg voor Wang Feng in afkeurende termen. Daarmee werd gesuggereerd dat Wang Mang zijn hoge positie had weten te bereiken door een niet oprechte houding. Het is echter onwaarschijnlijk dat hij al in dit stadium bezig was met het plannen van een machtsovername. Reeds vier leden van familie Wang waren Da Sima geweest. Toen Wang Gen in 8 v.Chr aftrad waren nog twee (half)broers van de keizerin in leven (Wang Li en Wang Fengshi). Zij waren echter ongeschikt bevonden voor de functie, zodat het verklaarbaar was dat de nieuwe opperbevelhebber uit de volgende generatie van de familie Wang kwam. Wang Mang behoorde op dat moment tot de meest geschikte kandidaten uit die generatie.

## Tot aan de machtsovername

### Ballingschap en terugkeer in het centrum van de macht
Keizer Cheng overleed op 17 april 7 v.Chr. en werd opgevolgd door zijn neef Aidi. Die was niet verwant met de familie Wang en had dan ook geen enkele reden hen te bevoordelen. Wang Zhengjun kreeg de titel 'verheven keizerin weduwe' (Taihuang Taihou, 太皇太后), maar de leidende positie die de familie Wang tot dat moment had, werd overgenomen door de verwanten van Fu Zhaoyi, grootmoeder van Aidi en van Ding Yi, moeder van de nieuwe keizer. Wang Mang moest op 27 augustus 7 aftreden en zich twee jaar later terugtrekken op zijn leengoed Xindu. Pas in 2 v.Chr. kon hij weer terugkeren naar Chang'an, de hoofdstad.
Keizer Ai stierf op 15 augustus 1 v.Chr. Dong Xian (董賢, 23 – 1 v.Chr.), zijn gunsteling en geliefde, de Da Sima en houder van het keizerlijke zegel, pleegde een dag later zelfmoord. De moeder van Aidi was in 5 en zijn grootmoeder in 2 v.Chr gestorven. Door onmiddellijk in te grijpen wist keizerin-weduwe Wang Zhengjun de leidende positie van de familie Wang te herstellen. Reeds op 17 augustus werd Wang Mang benoemd tot Da Sima. Leden van de familie Fu, de verwanten van zowel de grootmoeder als de gemalin van Aidi werden, net als de verwanten van Zhao Feiyan, gemalin van Chengdi, als mogelijke concurrenten uit de hoofdstad verwijderd. In 5 na Chr. werden de stoffelijke overschotten van Fu Zhaoyi en Ding Yi, grootmoeder en moeder van Aidi, opgegraven, ontdaan van hun jaden grafgewaad en daarna zonder status opnieuw begraven in hun geboortestreek.

### Regent voor Pingdi

#### Uitbreiding van zijn macht
Op 17 oktober van het jaar 1 v.Chr werd Pingdi geïnstalleerd als keizer. Hij was geboren in 9 v.Chr. en was de laatste nog levende directe afstammeling van Yuandi. Wang Mang werd regent. Om te verhinderen dat haar verwanten te machtig konden worden, verbood hij Wei Yi (衛姨, de moeder van Pingdi) en haar broers om zich in de hoofdstad te vestigen of contact met de nieuwe keizer te onderhouden. Wang Mang wist tijdens het regentschap zijn eigen macht verder uit te breiden. Zijn naaste vertrouwelingen, waaronder Wang Shun (王舜), Zhen Han (甄邯), Ping Yan (平晏), Liu Xin en Sun Jian (孫建), verkregen hoge posities.
Na een aantal gunstige voortekenen (waaronder een witte en twee zwarte fazanten, die door de leider van het volk van de Yueshang (越裳) waren overhandigd), ontving Wang Mang in 1 na Chr. de titel Anhan Gong, (安漢公, 'hertog die rust brengt aan de Han'). Dit was een uitzonderlijk eerbetoon, de titel gong was onder de Han-dynastie slechts twee maal eerder toegekend. In 8 v.Chr. hadden Kong Ji (孔吉, een afstammeling van Confucius) en Ji Dang (姬黨, een nakomeling van de laatste koning van de Zhou) die waardigheid ontvangen. Keizerin-weduwe Wang Zhengjun gaf Wang Mang vervolgens in een decreet totale verantwoordelijkheid voor alle regeringsbesluiten, met uitzondering van het verlenen van adellijke titels. In 5 na Chr. ontving hij als verder eerbewijs de 'Negen tekenen van verdienste' (九錫, jiuxi), een ceremonie die volgens de Optekeningen over de riten stamde uit de Zhou-tijd. Wang Mang kreeg de tekenen omdat hij 'de stabiliteit van de dynastie had weten te bewaren en traditionele waarden had hersteld'.

#### Besluiten als regent
Als regent nam Wang Mang een aantal maatregelen. Er werd een weg aangelegd door het bergachtig terrein tussen de vallei van de Wei-rivier (het centrum van de macht) en de graanschuur Sichuan. In 3 na Chr. werd besloten de scholen in de provincies te verbeteren. Een jaar later werd de keizerlijke academie vergroot met leerstoelen voor de Zuozhuan, de Maoshi (de door Mao Heng overgeleverde versie van het Boek der Liederen) en de Guwen Shangshu (de guwen-versie van het Boek der Documenten). In 5 werd een grote bijeenkomst van geleerden georganiseerd, waarbij Liu Xin, Yang Xiong (楊雄, ook wel 揚雄, 53 v.Chr - 18 na Chr.) en Huan Tan (桓譚, 43 v.Chr. - 28 na Chr.) een belangrijke rol speelden. Tot de besproken onderwerpen behoorden de klassieke teksten, maar ook astronomie en astrologie.

#### Conflict met zijn oudste zoon
In 3 na Chr. kwam Wang Mang in conflict met zijn oudste zoon, Wang Yu (王宇, †3). Die had gepleit voor opheffing van het verbod op contact tussen Pingdi en de familie Wei, verwanten van moederszijde van de keizer. Wang Yu vreesde dat hij slachtoffer zou worden van vergelding als de keizer eenmaal volwassen zou zijn. Hij zocht steun bij zijn leraar Wu Zhang (吳章) en bij zijn zwager Lü Kuan (呂寬), oudste broer van zijn vrouw. Een poging Wang Mang te overtuigen door de toegangspoort tot zijn residentie te besmeuren met bloed en dat daarna uit te leggen als een slecht voorteken mislukte. Hij werd betrapt, Wang Yu werd gevangengenomen en tot zelfmoord gedwongen. Uiteindelijk werden ruim honderd tegenstanders en potentiële concurrenten van Wang Mang ter dood gebracht. Onder hen waren Lü Yan, de vrouw van Wang Yu, Jingwu Gongzhu (敬武公主, prinses Jingwu, de jongere zus van keizer Yuan) en leden van de familie Wei.

#### Dood van keizer Ping
Eveneens in 3 na Chr. trouwde keizer Ping met een van de dochters van Wang Mang. Zij werd op 16 maart van het jaar daarop geïnstalleerd als keizerin Wang (Wang Huanghou, 王皇后, 8 v.Chr. – 23 na Chr.)
Het jaar daarop, op 3 februari 6, overleed keizer Ping, veertien jaar oud. In 7 werd Wang Mang voor het eerst beschuldigd betrokken te zijn geweest bij moord op de keizer (door Zhai Yi, 翟義, †7). De beschuldiging werd opnieuw geuit tijdens de burgeroorlog, die woedde tijdens en na de val van Wang Mang en later nogmaals herhaald door de geleerde Wang Chong (王充, 27 - ca. 100 na Chr.). Er zijn echter geen concrete bewijzen voor deze beschuldiging. Volgens de Zweedse sinoloog Hans Bielenstein (1920-2015) leek dit, gezien de omstandigheden zelfs onwaarschijnlijk. Volgens de Hanshu had Wang Mang gehandeld om een toekomstige wraak van Pingdi op de familie Wang te voorkomen. Dit is in de traditionele Chinese historiografie een stereotiepe reden om een (minderjarige) keizer te vermoorden. Uit de bronnen blijkt echter nergens dat de machtspositie van Wang Mang op dat moment daadwerkelijk werd bedreigd. Door zijn nieuwe positie als schoonvader van een (nog steeds minderjarige) keizer was zijn macht eerder versterkt en had Wang Mang op het moment dat Pingdi overleed geen overtuigend motief om hem te doden.

### Waarnemend keizer
De dood van Pingdi plaatste Wang Mang voor een dilemma. Omdat er geen directe nakomelingen van Yuandi meer waren, moest er een opvolger worden gekozen uit de afstammelingen van Xuandi, een generatie eerder dan keizer Yuan. Zijn 53 nog levende achterkleinzonen waren allen volwassen. Als een van hen keizer werd, betekende dit het einde van de machtspositie van Wang Mang. Geen van hen werd daarom aangewezen, formeel omdat Pingdi als achterkleinzoon van Xuandi niet kon worden opgevolgd door iemand van zijn eigen generatie. De keuze van Wang Mang viel op de jongste van de 23 achter-achterkleinzonen van keizer Xuan, de eenjarige Liu Ying (劉婴, 5 - 25). Wang Mang werd door keizerin-weduwe Wang Zhengjun benoemd tot 'waarnemend keizer' (jia huangdi, 假皇帝) en pas daarna, op 17 april 6, werd Liu Ying benoemd tot 'troonopvolger' met de titel Ruzi (孺子, 'jonge prins'). Het kind werd dus niet geïnstalleerd als keizer. De titel Ruzi was in navolging van de titel die de Zhou-koning Cheng kreeg toen hij onder regentschap stond van zijn oom, de Hertog van Zhou.

## Wang Mang in de historiografie
De biografie van Wang Mang staat vermeld in de Hanshu. Dat werk is samengesteld vanuit het standpunt van het herstel van de Han-dynastie. Het traditionele beeld van Wang Mang is sterk beïnvloed door het geloof in het Hemels Mandaat. Dit hield in dat bij de beschrijving van een succesvolle stichter van een dynastie alle mogelijke bewijzen werden vermeld die hem tot een waardige ontvanger van dat Mandaat maakten. Anderzijds werden diegenen die bij hun machtsovername geen (blijvend) succes hadden slechts beschouwd als usurpators. In de historiografie was hun bestuur gedoemd te mislukken, hun daden en maatregelen konden nooit oprecht zijn geweest. Dit negatieve beeld van Wang Mang klinkt tot op heden door in de historiografie. Met name geldt dit voor de toevoeging usurpator en voor de vermelding dat de Han-dynastie na de dood van Wang Mang weer kon worden hersteld. Dit laatste geeft aan dat de tussenliggende periode als niet-legitiem moet worden beschouwd en daardoor niet meer was dan een interregnum.
Wang Mang deed in het jaar 9 een staatsgreep en ontnam daarmee de (westelijke) Han-dynastie de troon. Hij stichtte de Xin-dynastie, maar werd na 14 jaar vermoord in zijn paleis in Chang'an door opstandelingen. Zo kwam de heerschappij weer aan de Liu-familie van de Han.
Sommigen noemen Wang Mang een communist, vanwege o.a. het staatsmonopolie op goud dat hij instelde en de landhervormingen. Zijn pogingen om de macht van de adel terug te brengen werden aanvankelijk goed ontvangen door de bevolking, maar zijn heerschappij eindigde in chaos. Een verandering van de loop van de Gele Rivier rond het begin van de jaartelling leidde in grote delen van het land tot hongersnood en woedende burgers (ook bekend als de Rode Tulbanden) onder leiding van Liu Xiu bestormden het keizerlijk paleis in het jaar 23. Wang Mang kwam hierbij om.
Na zijn dood werd de Han-dynastie hersteld als Oostelijke Han-dynastie. De regeerperiode van Wang Mang wordt vaak als interregnum aangegeven.

## Vertalingen
De biografie van Wang Mang in de Hanshu (juan 99) is onder meer vertaald door:
- Dubs, Homer H., History of the Former Han Dynasty, deel 3 Imperial annals XI and XII and the memoir of Wang Mang Baltimore (Waverly Press) 1955.
- Stange, Hans O.H., Die Monographie über Wang Mang (Tsʹien-Han-shu Kap. 99) kritisch bearbeitet, übersetzt und erklärt, Leipzig (Deutsche Morgenländische Gesellschaft) 1939, (Abhandlungen für die Kunde des Morgenlandes, 23).
- Sargent, Clyde Bailey, Wang Mang. A Translation of the Official Account of his Rise to Power as given in the History of the Former Han Dynasty, Westport, Conn. (Hyperion Press) 1977, ISBN 0-88355-386-4 (oorspronkelijke druk Shanghai (Graphic Art Book), 1950). Dissertation submitted to Columbia University, 1947.

| Geboortenaam | Regeringsperiode | Periodenamen (Nian Hao 年號) met jaartallen |
| ------------ | ---------------- | --- |
| Wang Mang    | 9-23             | Shijianguo (始建國 shi jian guo, "Vestig een natie") 9- 13 Tianfeng (天鳳 tian feng, "Hemelse Feniks") 14-19 Dihuang (地皇 di huang, "Aardse Keizer") 20-23 |

Xin-dynastie ·  Wang Mang
Xia · Shang · Zhou · Qin · Han · Drie Koninkrijken · Jin · Zuidelijke Dynastieën · Noordelijke Dynastieën · Sui · Tang · Vijf Dynastieën · Jin (Jurchen) · Song · Yuan · Ming · Qing